# Antitrombotic
Antitromboticele reprezintă o clasă de medicamente folosite pentru a reduce formarea trombilor.

## Clasificare
- Antiagregante plachetare - limitează procesele de migrare și de agregare a plachetelor sanguine.
- Anticoagulante - inhibă capacitatea sângelui de a forma trombi.
- Trombolitice și fibrinolitice - dizolvă trombii odată ce aceștia au fost formați.